# Klaus Feldmann (Journalist)

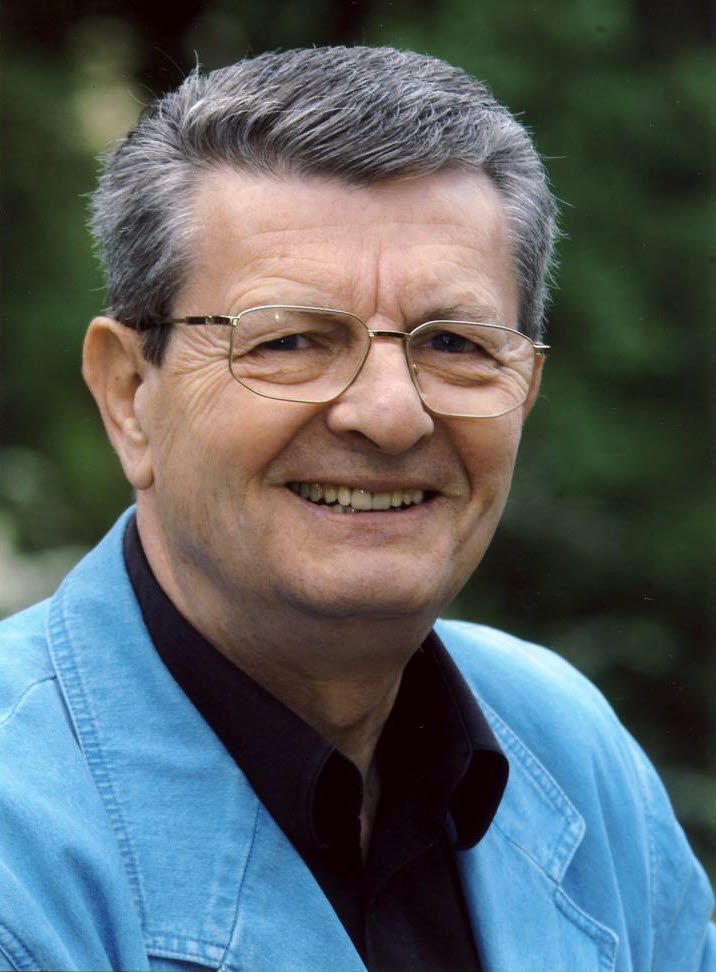
Klaus Feldmann (2006)

Klaus Feldmann (* 24. März 1936 in Langenberg; † 15. Mai 2023 in Berlin) war ein deutscher Journalist. Von 1961 bis 1989 war er Sprecher der DDR-Nachrichtensendung Aktuelle Kamera.

## Leben
Klaus Feldmann absolvierte von 1951 bis 1954 in Leipzig eine Ausbildung als Buchdrucker und wechselte dann zum Journalismus. Nach dem Besuch der Rundfunkschule Weimar 1954/55 arbeitete er als Redaktionsassistent. 1957/58 leistete Feldmann Wehrdienst bei der NVA. 1958 trat er in die SED ein. Von 1957 bis 1961 war er Nachrichtensprecher beim Deutschlandsender der DDR. 1961 wechselte er zur „Aktuellen Kamera“ des Deutschen Fernsehfunks. Er war außerdem Vorsitzender der Betriebsgewerkschaftsleitung der „Aktuellen Kamera“ und Mitglied des FDGB-Bundesvorstandes. Bis September 1989 arbeitete Feldmann als Nachrichtensprecher, erkrankte dann an Angina Pectoris und verließ Ende 1989 das Fernsehen der DDR.
Ab Januar 1990 war er Pressemitarbeiter bei der Gewerkschaft Handel, Nahrung und Genuss des FDGB. Von Oktober 1990 bis 1995 war er als Pressereferent bei der DEKRA angestellt. Später arbeitete Feldmann einige Jahre als Sprecher und Redakteur bei Lausitz TV sowie als Sprecher beim Lokalfernsehen Frankfurt (Oder).
Seitdem arbeitete Feldmann freiberuflich als Journalist und Moderator. In Zusammenarbeit mit dem Eulenspiegel-Verlag war er mit Lesungen zu seinem Buch „Das waren die Nachrichten“ unterwegs, las die Stengel-Texte „Wer lernt mir Deutsch“ und „Rettet dem Dativ“, von denen auch Hörbücher erschienen sind. Der Eulenspiegel-Verlag vertraute ihm ebenfalls die Vorstellung des dicken Weihnachtsbuches an. Auch davon erschien eine CD. Er war zudem in einer kleinen Gastrolle als Nachrichtensprecher im Musical Über sieben Brücken zu sehen.
Klaus Feldmann starb am 15. Mai 2023 im Alter von 87 Jahren in seiner Wohnung in Berlin an den Folgen eines Herzinfarkts, den er nach einer Ägypten-Reise erlitten hatte.

## Auszeichnungen

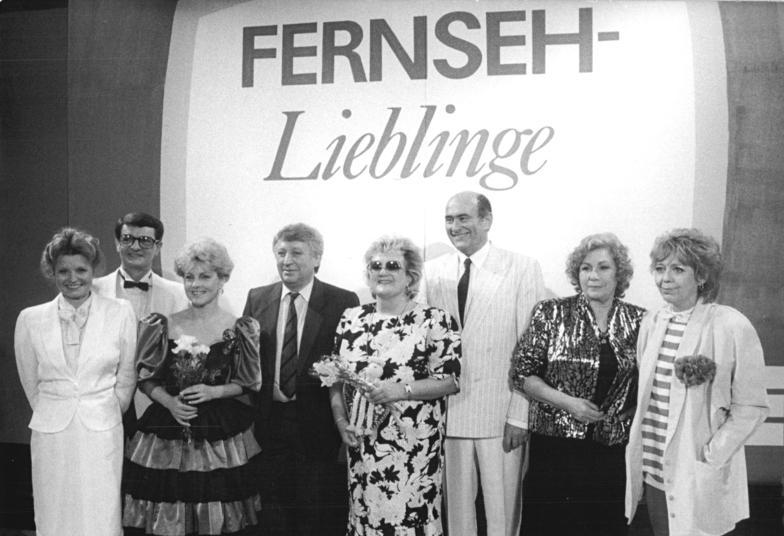
Klaus Feldmann (2. v. l.) 1988 bei der Wahl zum Fernsehliebling des Jahres

- 1983: Vaterländischer Verdienstorden
- Leser der DDR-Programmzeitschrift FF dabei wählten ihn 14 Mal zum Fernsehliebling.

## Filmografie
- 1962: Hydra – Sage und Wirklichkeit
- 1968: Ostern 68
- 1979: Chiffriert an Chef – Ausfall Nr. 5
- 1985: Das Jahr 1945

## Hörspiele
1975: Jules Verne: Die Erfindung des Verderbens (Erzähler) – Regie: Andreas Scheinert (Kinderhörspiel – Rundfunk der DDR)

## Schriften
- Nachrichten aus Adlershof. edition ost, Berlin 1996, ISBN 3-929161-58-3
- Das waren die Nachrichten. Erinnerungen. Das Neue Berlin, Berlin 2006, ISBN 3-360-01277-1
- Verhörte Hörer. Sprecher und Versprecher aus Funk und Fernsehen. Eulenspiegel Verlag, Berlin 2016, ISBN 978-3-359-01702-8
- Verhörte Hörer. Sprecher und Versprecher aus Funk und Fernsehen. Eulenspiegel Verlag, Berlin 2023, ISBN 978-3-359-03051-5